# Brunnsta, Enköpings kommun
Brunnsta, även känt som Österunda är kyrkbyn i Österunda socken i norra delen av Enköpings kommun, Uppland. Från 2020 till 2023 avgränsade SCB här en småort.
Någon kyrkby i egentlig mening har inte funnits i Österunda, och har ursprungligen skiljts från kyrkan och klockargården genom ett mindre skogsområde, även om det delvis är borta nu. Brunnsta omtalas i dokument första gången 1370 ("i Bronastom"), då kung Albrekt av Mecklemburg överlät 8 penningland förbrutet gods i Brunnsta till Sten Stensson (Bielke). Under 1500-talet omfattar Brunnsta en skatteutjord om 1 öresland och 8 penningland samt ett mantal kyrkojord om 5 öresland, som 1538 sägs ränta 13 mark i avradspenningar (hälvten till kyrkan och hälften till prästen), 4 mark gengärdspenningar, 7 dagsverken och 4 hästar.
Orten består av enfamiljshus samt bondgårdar och är belägen vid länsväg C 558 (Enköping-Vittinge). Strax öster om Brunnsta ligger Österunda kyrka.
Länsväg C 819 går från Brunnsta österut. Väster om Brunnsta ligger Skattmansöådalen.